# Eleições municipais em Boa Vista em 1988
As eleições municipais em Boa Vista em 1988 ocorreram em 15 de novembro, como parte das eleições municipais em 24 estados brasileiros e nos  territórios federais do Amapá e Roraima. No presente caso foram eleitos o prefeito Barac Bento e o vice-prefeito Joaquim Ruiz.

## Resultado da eleição para prefeito
Foram apurados 30.322 votos nominais, assim distribuídos:
| Candidatos a prefeito de Boa Vista | Candidatos a vice-prefeito | Número | Coligação                                      | Votação | Percentual |
| ---------------------------------- | -------------------------- | ------ | ---------------------------------------------- | ------- | ---------- |
| Barac Bento PFL                    | Joaquim Ruiz PFL           | 25     | (PFL, PDT, PH, PS, PSDB, PCdoB)                | 19.920  | 65,69%     |
| Ottomar Pinto PMDB                 | Reinaldo Neves PDC         | 15     | Convergência Democrática (PMDB, PDC, PTB, PDT) | 10.402  | 34,31%     |
| Fontes:                            |                            |        |                                                |         |            |